# Тејбл Рок (Мисури)
Тејбл Рок (енгл. Table Rock) град је у америчкој савезној држави Мисури.

## Демографија
По попису из 2000. године број становника је 229.
| Група             | 2000.       | 2010.    |
| Белци             | 207 (90,4%) | 0 (0,0%) |
| Афроамериканци    | 1 (0,4%)    | 0 (0,0%) |
| Азијати           | 0 (0,0%)    | 0 (0,0%) |
| Хиспаноамериканци | 11 (4,8%)   | 0 (0,0%) |
| Укупно            | 229         | 0        |